# 104 Dywizja Pancerna (ZSRR)
104 Dywizja Pancerna – związek taktyczny wojsk pancernych Armii Czerwonej okresu II wojny światowej.

## Działania bojowe
Dywizja sformowana w rejonie Briańska 11 lipca 1941 roku na bazie 9 Dywizji Pancernej, sformowanej w marcu 1941 w Północnokaukaskim Okręgu Wojskowym dla 27 Korpusu Zmechanizowanego. Podporządkowana Grupie Operacyjnej generała porucznika Władimira Kaczałowa, która powstała w celu przerwania niemieckiego okrążenia pod Smoleńskiem. 3 sierpnia 1941 roku dywizja wraz z całą Grupą gen. Kaczałowa została okrążona w rejonie Rosławlia. Z okrążenia przebiły się za Desnę tylko resztki dywizji. Na ich bazie w dniu 6 września 1941 została sformowana 145 Brygada Pancerna.

## Podporządkowanie
| Data                  | Front (Okręg)   | Armia    | Korpus (Grupa)                          | Uwagi |
| --------------------- | --------------- | -------- | --------------------------------------- | ----- |
| 11 lipca 1941 roku    | Front Zachodni  |          |                                         |       |
| 22 lipca 1941 roku    | Front Zachodni  |          | Grupa Operacyjna gen. por. W. Kaczałowa |       |
| 10 sierpnia 1941 roku | Front Rezerwowy | 43 Armia | -                                       |       |

## Skład
- 208 pułk czołgów
- 209 pułk czołgów
- 104 pułk zmotoryzowany
- 104 pułk haubic
- 104 batalion rozpoznawczy
- 104 samodzielny dywizjon przeciwlotniczy
- 104 samodzielny batalion łączności
- 104 batalion transportowy
- 104 batalion remontowy
- 104 batalion pontonowo-mostowy
- 9 batalion medyczno-sanitarny
- 104 kompania regulacji ruchu
- 104 piekarnia polowa
- 284 poczta polowa
- 210 polowa kasa Gosbanku.

## Wyposażenie
- Na dzień 14.07.1941 roku:
  - czołgi: 50 BT-7, 19 BT-5, 3 BT-2, 136 T-26 (łącznie 208),
  - samochody pancerne: 37 BA-10, 14 BA-20,
  - ciągniki: 50 S-60 Staliniec, S-65 Staliniec,
  - samochody: 327 ciężarówek, 22 lekkich, 77 cystern, 150 specjalnych.
- Uzupełnienie do 6 września 1941 roku:
  - czołgi: 14 KW-1, 60 T-34, 4 T-40, 20 Т-26,
  - ciągniki: 19,
  - samochody: 26 ciężarówek, 4 cysterny, 10 specjalnych.

## Dowódcy
- pułkownik Wasilij Burkow (11.07.1941 - 06.09.1941)